# Nomia angustitibialis
Nomia angustitibialis är en biart som beskrevs av Ribble 1965. Nomia angustitibialis ingår i släktet Nomia och familjen vägbin. Inga underarter finns listade i Catalogue of Life.